# Agenția Națională pentru Resurse Minerale
Agenția Națională pentru Resurse Minerale (ANRM) este instituția guvernamentală responsabilă cu acordarea licențelor de exploatare minieră din România.
Agenția negociază clauzele acordurilor petroliere și ale licențelor miniere și reglementează operațiunile din domeniu.
De asemenea, agenția organizează licitații pentru activitățile de explorare și exploatare pentru minerale solide și pentru petrol și gaze naturale.
Agenția se află sub coordonarea primului ministru și sub autoritatea Secretariatului General al Guvernului (SGG).
În anul 2007, ANRM a obținut venituri din taxe și redevențe miniere și petroliere de 900 de milioane lei (244,2 milioane euro), față de 849 milioane de lei în 2006
În anul 2007, taxa de exploatare pentru minerit era de 2.500 lei/kilometru pătrat, iar redevența pentru ape minerale la sursă era de la 2 euro/1.000 litri.

## Președinții ANRM
- Bogdan Găbudeanu: 28 noiembrie 2006 - 4 februarie 2009[5][6]
- Gelu Agafiel Mărăcineanu: 4 februarie 2009 - 8 octombrie 2009[5][7]
- Alexandru Pătruți: 8 octombrie 2009 - 29 mai 2012[8]
- Gheorghe Duțu (PSD): 29 mai 2012 - prezent[8]